# Jean-Fernand Audeguil

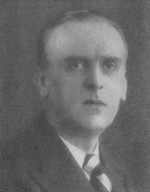
Fernand Audeguil 1946

Jean-Fernand Audeguil (* 5. Januar 1887 in Monclar (Lot-et-Garonne); † 23. November 1956 in Bordeaux) war ein französischer Politiker und Widerstandskämpfer.

## Leben
Nach dem Besuch der École normale d’instituteurs in Aiguillon wurde er 1910 Lehrer in Langon und studierte gleichzeitig an der Fakultät für Naturwissenschaften in Bordeaux. Im Jahre 1919 wurde er Lehrer für Naturwissenschaften an der Ecole primaire supérieure in Dax, danach arbeitete er in Talence und später in Bordeaux.
Seit 1926 war er Mitglied der sozialistischen Partei SFIO und wurde 1935 in den Stadtrat von Talence gewählt. Da die linke Liste gewann, wurde er stellvertretender Bürgermeister. 1936 wurde er zum Abgeordneten des zweiten Wahlkreises von Bordeaux gewählt.
1940 gehörte er zu den 80 Parlamentariern, die gegen die erweiterten Vollmachten für Marschall Pétain stimmten. Er wurde aus dem Erziehungswesen ausgeschlossen und als Stadtrat abgesetzt. 1941 wurde er Mitglied des Widerstandsnetzes Libération-Nord und des Comité d’action socialiste der Nordzone. 1944 gehörte er dem Widerstandskomitee der Girondisten an. Bei der Befreiung von Bordeaux wurde er Präsident der kommunalen Sonderdelegation, also amtierender Bürgermeister. Für seine Tätigkeit während des Krieges wurde er mit der Médaille de la Résistance und als Ritter der Ehrenlegion ausgezeichnet.
1944 wurde er zum Bürgermeister von Bordeaux gewählt; seine Gegnerschaft zum früheren Bürgermeister Adrien Marquet einerseits und den Kommunisten andererseits führte dazu, dass er 1947 einem anderen Résistance-Kämpfer, dem späteren französischen Premierminister Jacques Chaban-Delmas unterlag.
Fernand Audeguil war 1944 Mitglied der Assemblée consultative provisoire (Provisorische Beratende Versammlung) und wurde 1945 zum Abgeordneten gewählt. Dieses Mandat behielt er bis zu den Wahlen von 1956; in dieser Zeit war er Generalrat des Departements Gironde und von 1944 bis 1951 Präsident der Departementsversammlung.
Als Gegner der Europäischen Verteidigungsgemeinschaft (EVG) stimmte er im April 1954 gegen die diesbezüglichen Weisungen seiner Partei und gehörte zu den knapp zwanzig Abgeordneten, die von Februar bis Juni 1955 vorübergehend aus der SFIO ausgeschlossen wurden.
Aus Krankheitsgründen trat er bei den Wahlen von 1956 nicht mehr an und starb Ende des Jahres nach einem chirurgischen Eingriff. Fernand Audeguil wurde auf dem Friedhof Cimetière de la Chartreuse beigesetzt.